# Saltwater-Nationalpark
Der Saltwater-Nationalpark ist ein Nationalpark im Nordosten des australischen Bundesstaates New South Wales, 250 Kilometer nordöstlich von Sydney und rund 15 Kilometer südöstlich von Taree.
Im Park finden sich seltene Küstenregenwälder und maritime Feuchtgebiete. Zwei Sandstrände und etliche sehenswerte Kaps gibt es ebenfalls. Durch den Nationalpark und die angrenzende Khappinghat Nature Reserve führen viele Wanderwege.
Bereits über hundert Jahre lang war dieser Strandabschnitt ein beliebtes Erholungsgebiet. Vor der europäischen Besiedlung Australiens diente er bereits den Aborigines jahrtausendelang zeitweise als Wohnstätte.